# Contact Peak
Der Contact Peak ist ein markanter und 1005 m hoher Berg, der die südlichste Erhebung der Pourquoi-Pas-Insel vor der Westküste des antarktischen Grahamlands darstellt.
Entdeckt und grob kartiert wurde er bei der Fünften Französischen Antarktisexpedition (1908–1910) unter der Leitung Jean-Baptiste Charcots. Teilnehmer der British Graham Land Expedition (1934–1937) unter der Leitung des australischen Polarforschers John Rymill nahmen Vermessungen vor. Der Falkland Islands Dependencies Survey wiederholte dies im Jahr 1948 und benannte den Berg. Namensgebend sind besondere granitische Gesteinsvarietäten in den Kliffs des Berges, die bereits aus größerer Entfernung sichtbar sind.